# Gamsstein
Der Gamsstein ist ein isoliertes Bergmassiv in den Ybbstaler Alpen an der steirisch-niederösterreichischen Grenze. Sein höchster Gipfel ist der Hochkogel mit einer Höhe von 1774 m ü. A.

## Lage und Aufbau
Der Gamsstein erhebt sich auf dem Gebiet der steirischen Gemeinden Landl und Altenmarkt bei Sankt Gallen sowie der beiden niederösterreichischen Gemeinden Göstling an der Ybbs und Hollenstein an der Ybbs. Die Landesgrenze verläuft dabei zumeist an der Wasserscheide zwischen Enns und Ybbs. Das Bergmassiv ist vor allem aus Wettersteinkalk aufgebaut. Am südlichen Bergfuß treten zudem Haselgebirge, die Reifling-Formation und die Lunz-Formation zu Tage, während sich an der Nordseite des Berges in niedrigeren Bereichen Hauptdolomit findet.
Der Gamsstein besitzt einen rund drei Kilometer langen Gipfelkamm, der sich von Südwest nach Nordost erstreckt. Er erreicht zunächst das 1766 m hohe Gamssteineck sowie weiter nordöstlich den durch einen Einschnitt getrennten Hochkogel 1774 m. Nach Osten weitet sich der Gamssteinkamm zu einer kleinen muldenartigen Hochfläche mit der ehemaligen Moarhochalm, ehe er sich weiter bis zum Almgebiet des Niederscheibenbergs (rund 1200 m) senkt.
Gegen Norden zu fällt der Berg in steile, latschendurchsetzte Schrofen sowie Felswände zum Seebachtal hin ab. Nach Süden weist der Gamsstein im obersten Bereich Steilwiesen auf, die in kleinere Kare abfallen. Östlich ist dem Gamsstein mit dem Scheibenberg ein Hochplateau vorgelagert, das an seinem südöstlichen Ende im Zinken 1400 m erreicht. Nach Norden bildet der Gscheidsattel (1026 m) eine Verbindung zur fast gleich hohen Voralpe (Stumpfmauer, 1770 m).

## Geschichte
Das früheste Schriftzeugnis ist von 1139 und lautet „Kamezenstein“. Der Name geht auf slawisch Kamenica (Steinbruch, steiniger Ort) und althochdeutsch stein zurück.

### Touristische Erschließung
Tourenmöglichkeiten für den Gamsstein wurden erstmals 1871 im Jahrbuch des Oesterreichischen Alpen-Vereines von Wilhelm Schleicher veröffentlicht. 1959 wurde auf einem Vorgipfel (1770 m) des Hochkogels, rund 250 Meter nordöstlich des Hauptgipfels, ein großes Gipfelkreuz errichtet. Als Hüttenstützpunkt findet sich an der Südseite des Gamssteins auf 1020 m die Bergbauern-Lackneralmhütte der Naturfreunde, die in der Sommersaison an Wochenenden bewirtschaftet ist.
Der Hochkogel sowie sein stärker besuchter Vorgipfel mit dem Gipfelkreuz sind sowohl von Süden (Palfau) als auch von Norden (Sandgraben oder Promau) über markierte Wege zu erreichen, die jeweils nur in den Schlussabschnitten etwas Trittsicherheit erfordern. Südseitig kann der Gamsstein recht direkt über die Bergbauern-Lackneralmhütte und den Hühnerriegel erreicht werden, wobei der Weg beim Gipfelkreuz des Vorgipfels in den Kamm mündet. Von Osten erfolgt der Anstieg über die Niederscheibenalm, die Moarhochalm und anschließend stets in unmittelbarer Gratnähe. Im Winter ist der Gamsstein regelmäßig Ziel von Skitourengehern, meist von Palfau her, wobei Anstieg und Abfahrt ziemlich genau in Falllinie des Gipfelkreuzes über den Hühnerriegel erfolgen.

## Gamsstein-Lifte
In den 1970er Jahren gab es Pläne zur Errichtung eines großen Schigebiets an der sanfteren Ostseite des Gamssteins. 1979 wurden ein Doppelsessellift auf den Niederscheibenberg vom Sandgraben sowie ein Doppelschlepplift zur Kleinpromaualm eröffnet. Weitere Ausbaupläne zur Moarhochalm wurden nicht umgesetzt. Nach finanziellen Schwierigkeiten wurden die Liftanlagen nach wenigen Jahren wieder abgebaut.